# Fusariella concinna
Fusariella concinna är en svampart som först beskrevs av Hans Sydow, och fick sitt nu gällande namn av S. Hughes 1949. Fusariella concinna ingår i släktet Fusariella, divisionen sporsäcksvampar och riket svampar.   Inga underarter finns listade i Catalogue of Life.